# Vestavia Hills
La ville américaine de Vestavia Hills est située dans les comtés de Jefferson et Shelby, dans l’État de l’Alabama. En 2010, sa population s’élevait à 34 033 habitants. Vestavia Hills fait partie de l’agglomération de Birmingham.

## Démographie
| 1960  | 1970   | 1980   | 1990   | 2000   | 2010   |
| ----- | ------ | ------ | ------ | ------ | ------ |
| 4 029 | 12 250 | 15 722 | 19 749 | 24 476 | 34 033 |

## Source de la traduction
- (en) Cet article est partiellement ou en totalité issu de l’article de Wikipédia en anglais intitulé « Vestavia Hills, Alabama » (voir la liste des auteurs).